# Dub Inc

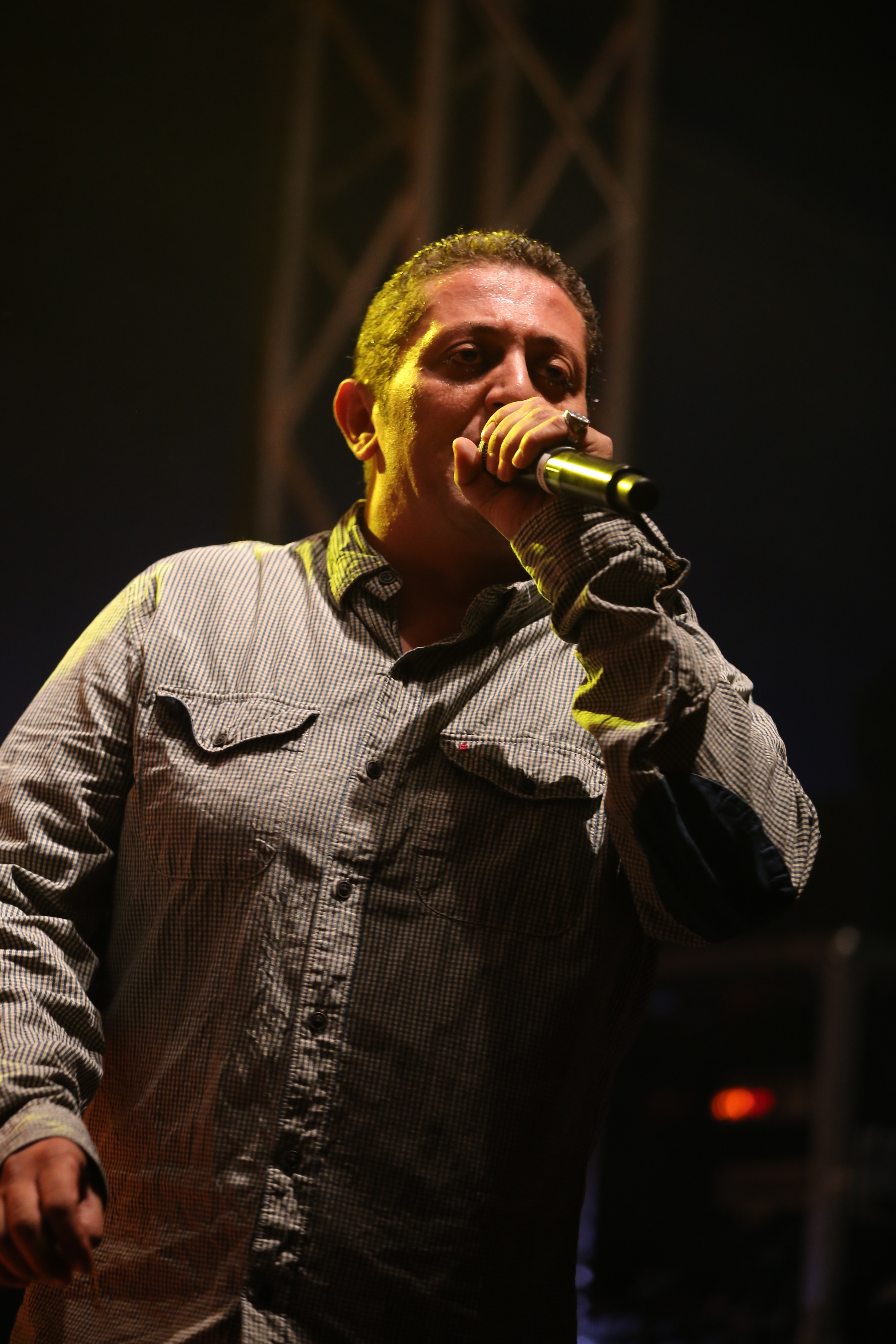
Hakim Meridja (2013)

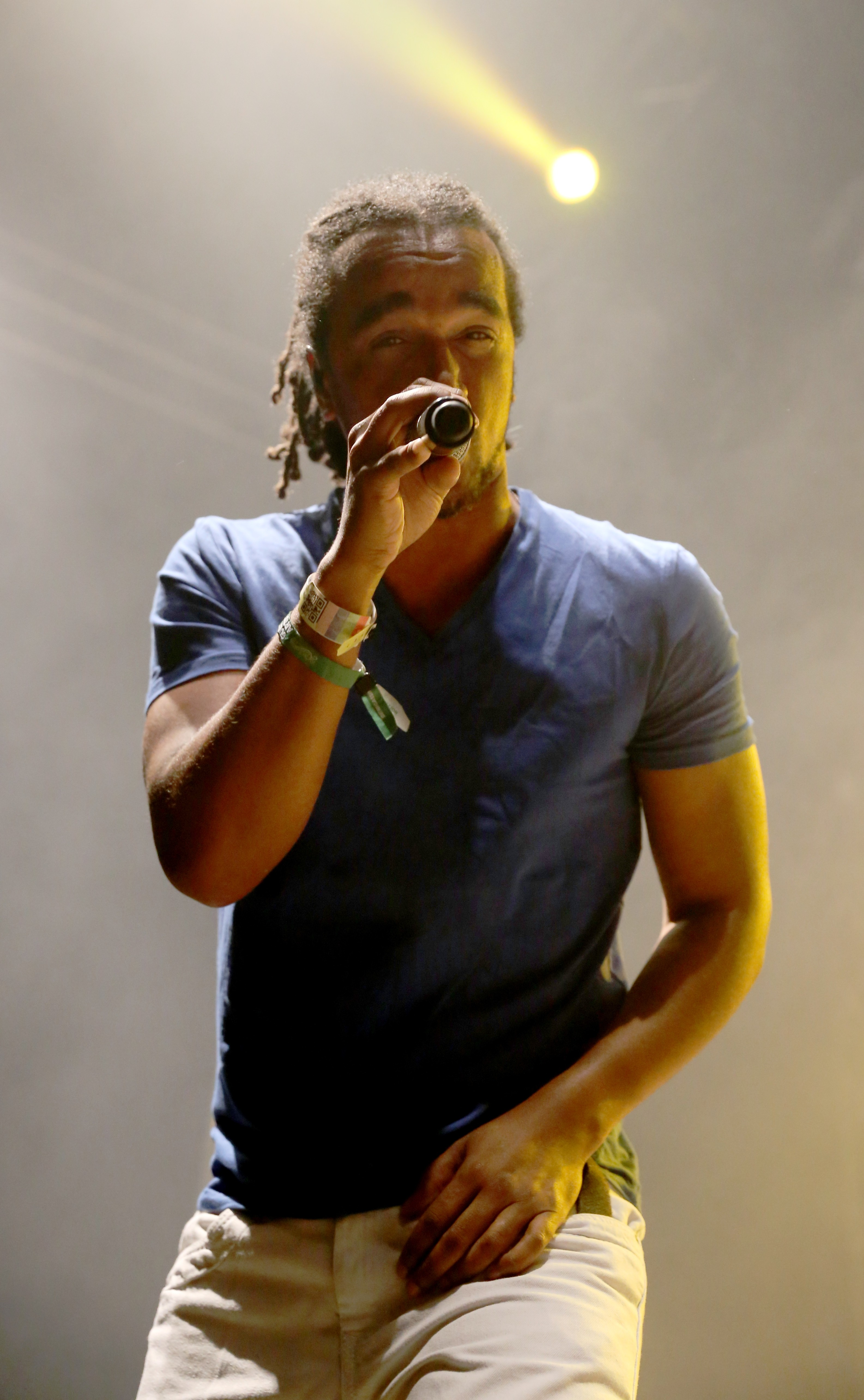
Aurélien Zohou (2013)

Dub Inc (antes conocida como Dub Incorporation) es una banda de reggae de Saint-Étienne, Francia que nació en 1997. Combinan una gama de estilos muy extensa, incluyendo dancehall, dub, ska e incluso rap y hip-hop.
Su música está también influenciada por la música africana y amazig (bereber). Sus canciones son cantadas en una mezcla de francés, inglés y cabilio.

## Miembros
- Hakim "Bouchkour" Meridja : Cantante, percusiones
- Aurélien "Komlan" Zohou : Cantante, percusiones
- Frédéric Peyron : Teclados
- Abdenour "Binour" Khenoussi : Bajo
- Jérémie Gregeois : Guitarra eléctrica
- Mathieu Granjon : Guitarra rítmica
- Grégory "Zigo" Mavridorakis : Batería
- Idir Derdiche : Teclados

## Historia
Una historia como otras, igual a las que vivieron otros grupos también: la de amigos reunidos alrededor de una pasión común, la música. Los orígenes y las influencias musicales de cada miembro del grupo son ricos y varios y eso es lo que hace su música singular. Aunque la etiqueta "reggae francés” este comúnmente utilizada para calificar Dub Inc, el atajo parece fácil y no totalmente adaptada a su música, cuyas influencias pueden ser tan orientales como Hip Hop… 
En seguida, nace el deseo de ver más lejos y grabar sus canciones; resultarán dos CD maxis: en noviembre de 1999 saldrá Dub Incorporation 1.1 y en junio de 2001 Version 1.2. Al largo de los meses, el grupo va profesionalizándose, haciendo conciertos de más en más y el apasionamiento alrededor de su provincia y de su ciudad (Saint Etienne) no para de crecer.
Su nueva etapa en la industria musical: el álbum. En septiembre de 2003, sale el primer LP del grupo llamado Diversité (por lo cual, el grupo está, por primera vez, distribuido nacionalmente). Va a seguir una larga y enorme acción promocional tras redes de medios de comunicación independientes y locales anunciando sus conciertos. Su notoriedad va creciendo, los billetes de conciertos se agotan de seguida y las ventas de discos despegan también. 
Los profesionales también empiezan a reconocerlos. DUB INC está laureado del FAIR 2004 y tiene por efecto de ayudarles en todos aspectos y especialmente en la colaboración con la agencia de booking A GAUCHE DE LA LUNE.
En agosto de 2005, llega el segundo álbum llamado Dans le Décor y su salida beneficia de una grande promoción: van de un a otro torno, el nombre de DUB INC va fuera de las fronteras francesas (Alemania, Portugal, Italia, España, Grecia, Maruecos…). La notoriedad se hace de más en más fuerte, el público viene más en más numeroso a los conciertos, juegan en salas de conciertos más en más grandes. Lógicamente, en octubre de 2006 sale el primer álbum en vivo del grupo Live (CD/DVD) grabado durante el torno de los festivales del verano 2006.
La experiencia, los encuentros y el tiempo pasado sobre las carreteras hacen que los artistas se descubren ganas y sensibilidades nuevas para lo que viene. De prisa, empiezan un nuevo proyecto, totalmente producido al estudio MCB de Saint Etienne. Seis meses de elaboración permitirán al grupo de dar vida a Afrikya, el tercero opus (salida oficial el 6 de mayo de 2008): se organizan los tornos, las salas van llenándose…
El último 1 de junio de 2015 han sacado el CD-DVD Paradise Tour que recoge el concierto de la banda francesa en el mítico teatro francés Olympia.

## Discografía

### Álbumes
Diversité (2003)
1. My Freestyle
2. Visions
3. Life (con Tiken Jah Fakoly)
4. Rudeboy
5. Murderer
6. Holy Mount
7. Galérer
8. L'échiquier
9. I'n'i Soldier
10. Écran Total
11. Diversité
12. See Di Youth

Dans le décor (2005)
1. Survie
2. One Shot
3. Monnaie
4. Chaines
5. A Imma
6. Decor
7. Achatah
8. Bla Bla
9. Face A Soi
10. Speed
11. La Corde Raide
12. Never Stop
13. Never More

Afrikya (2008)
1. Métissage
2. Day after day
3. Do sissi
4. Fara fina
5. SDF
6. Tiens bon
7. Djamila
8. Afrikya
9. Jump up again
10. Myself
11. For all di youth
12. Petit soldat
13. Même si
14. Même dub

Grabada y mezclada por Benjamin Jouve en MCB Studio, Saint-Etienne, Francia
Masterizada por Jean-Pierre Chalbos en La Source Mastering, Paris, Francia
Hors contrôle (2010)
1. Tout ce qu'ils veulent
2. Laisse le temps
3. Dos à dos
4. No doubt (con Tarrus Riley)
5. Crazy Island
6. Ego.com
7. El Djazzaïr (con Jimmy Oihid & Amazigh Kateb)
8. Funambule
9. Bang bang
10. Children
11. On a les armes
12. Fils de
13. Get mad
14. Unité
15. Mélodie

Paradise (2013)
1. Revolution
2. Paradise
3. Better Run
4. Chaque nouvelle page
5. Partout dans ce monde
6. They want (feat. Skarra Mucci)
7. Foudagh
8. Il faut qu'on ose
9. Sounds good
10. Hurricane
11. Enfants des ghettos (feat. Meta Dia & Alif Naaba)
12. Only love (feat. Jah Mason)
13. Dub contrôle

Paradise Tour (2015)
1. Intro
2. Tout ce qu'ils veulent
3. Monnaie
4. Dos à dos
5. Chaque nouvelle page
6. Métissage
7. Paradise
8. Laisse le temps
9. Il faut qu'on ose
10. Better Run
11. Murderer
12. Get mad
13. Partout dans ce monde
14. My Freestyle
15. They want
16. Fils de
17. Foudagh
18. Chaines
19. Rudeboy
20. Sounds good

So What (2016)
1. Grand périple
2. Exil
3. So What
4. No Matter Where You Come From
5. Triste époque
6. Love is the Meaning
7. Don't Be a Victim (feat. Naâman)
8. Maché bécif
9. Justice (feat. Mellow Mood)
10. Comme de l'or
11. Fêlés
12. Ragga Bizness
13. Rise up
14. Erreurs du passé

Millions (2019)
1. On est ensemble
2. Couleur
3. Dans ta ville
4. À tort ou à raison
5. À la fois
6. Chaâbi
7. Millions
8. Authentique
9. Nos armes
10. My Bro'
11. My Dub
12. Fake News
13. Inès
14. En nous